# 穂積和夫
穂積 和夫（ほづみ かずお、1930年10月9日 - 2024年11月26日）は、東京生まれのイラストレーター。

## 経歴
東北大学工学部建築学科、セツ・モードセミナー卒。建築設計事務所「松田平田設計」勤務を経て、イラストレーターに。ファッションを中心に自動車などの分野で出版、広告界で活躍。ファッションに関しては日本のメンズファッションの第一人者としてメンズファッション誌に寄稿。とくに穂積が描いたアイビーボーイはアイビールックを指南するアイコンとなった。各自動車メーカーのポスター、映画ポスター、CDジャケットなどを多く手掛る。1981年から主に日本の歴史建造物や町並み、歴史風俗などを描く新境地を開く。日本の生活を主なテーマに意欲的な活動を続けた。セツ・モードセミナー、京都デザイン専門学校、昭和女子大学各校講師。
2024年11月26日、多臓器不全のため東京都内の病院で死去。94歳没。

## 作品リスト

### 著書
- 『着るか着られるか』三一新書 1964
- 『自動車のイラストレーション』ダヴィッド社 1969
- 『絵本アイビーギャル図鑑』講談社 1980　愛育社 2003
- 『絵本アイビーボーイ図鑑』講談社 1980　講談社X文庫　1985 愛育社 2003
- 『大人の男こそ、オシャレが似合う』草思社 1991
- 『日本の建築と町並みを描く』彰国社 1991
- 『穂積和夫の世界 車とアート』トヨタ自動車株式会社トヨタ博物館編 トヨタ自動車 1997
- 『絵で見る明治の東京』草思社 2010
- 『絵本アイビー図鑑』万来舎 2014

### 共編著
- 『スタイル画の世界』河原淳共編 ダヴィッド社 1969
- 『世界の軍服』斉藤忠直共著 婦人画報社 1971
- 『日本建築のかたち 生活と建築造形の歴史』西和夫共著 彰国社 建築の絵本 1983
- 『スペンサーを見る事典 イラストで読む私立探偵スペンサーの世界』花房孝典文 早川書房 1990

### 翻訳
- チャールズ・ヒックス『男の着こなし 何を選び、どう着るかー実践的服装学』草思社 1979

### イラスト
- 『AMETORA(アメトラ) 日本がアメリカンスタイルを救った物語 日本人はどのようにメンズファッション文化を創造したのか?』著者：デーヴィッド・マークス 翻訳：奥田祐士 DU BOOKS　2017 ISBN 9784866470054 -カバーイラスト担当